# Emmanuel Avena
Pour les articles homonymes, voir Avena (homonymie).
Emma Avena est une actrice française née à Dijon.

## Biographie
Elle a joué dans quelques blockbusters tel Casino Royale (2006) de Martin Campbell où elle interprète le rôle de Léo. Elle a également participé à quelques films français comme Le Boulet (2002) de Frédéric Forestier. Elle est aussi apparue dans quelques séries comme R.I.S. Police Scientifique ou P.J.. Mais la consécration intervient en 2008 avec la sortie de Largo Winch, adaptation cinématographique de la bande dessinée. Elle y campe le rôle de Isham, le majordome de Mikhail Korsky (un sulfureux homme d'affaires russe).
En 2023, elle incarne Bérénice dans la série télé 66-5 diffusée en France sur Canal +.

## Filmographie

### Cinéma
- 1989 : Divine enfant
- 1999 : Mon plus beau mariage (court métrage)
- 2000 : Total Western : Aliocha
- 2002 : Le Boulet
- 2003 : Le Pacte du silence : Dandy
- 2005 : Patiente 69 (court métrage) : Docteur Medvezatchev
- 2005 : Voici venu le temps : Saphir du Matin
- 2006 : Casino Royale : Léo
- 2008 : Largo Winch : Isham

### Télévision
- 2005 : La Légende vraie de la tour Eiffel : Alexandre Ribot
- 2023 : 66-5 feuilleton d’Anne Landois : Bérénice